# Alfonso de Portago
Alfonso Antonio Vicente Eduardo Angel Blas Francisco de Borja Cabeza de Vaca y Leighton, marquês de Portago, conhecido somente por Alfonso de Portago (Londres, 11 de outubro de 1928 — Guidizzolo, 12 de maio de 1957) foi um piloto anglo-espanhol de Fórmula 1. Correu 5 vezes entre 1956 e 1957, pela Scuderia Ferrari, conquistando um pódio.
Também participou dos Jogos Olímpicos de Inverno de 1956 na equipe espanhola de bobsleigh. Por conta disso, ele é um dos 7 pilotos de Formula 1 que também competiram em Jogos Olímpicos.
Assim como os milionários brasileiros Francisco "Baby" Pignatari e Jorge Guinle, foi um dos casos amorosos da atriz Linda Christian; morreu em decorrência de acidente quando disputava a Mille Miglia no qual seu co-piloto, Edmund Nelson, e outras nove pessoas também perderam a vida.

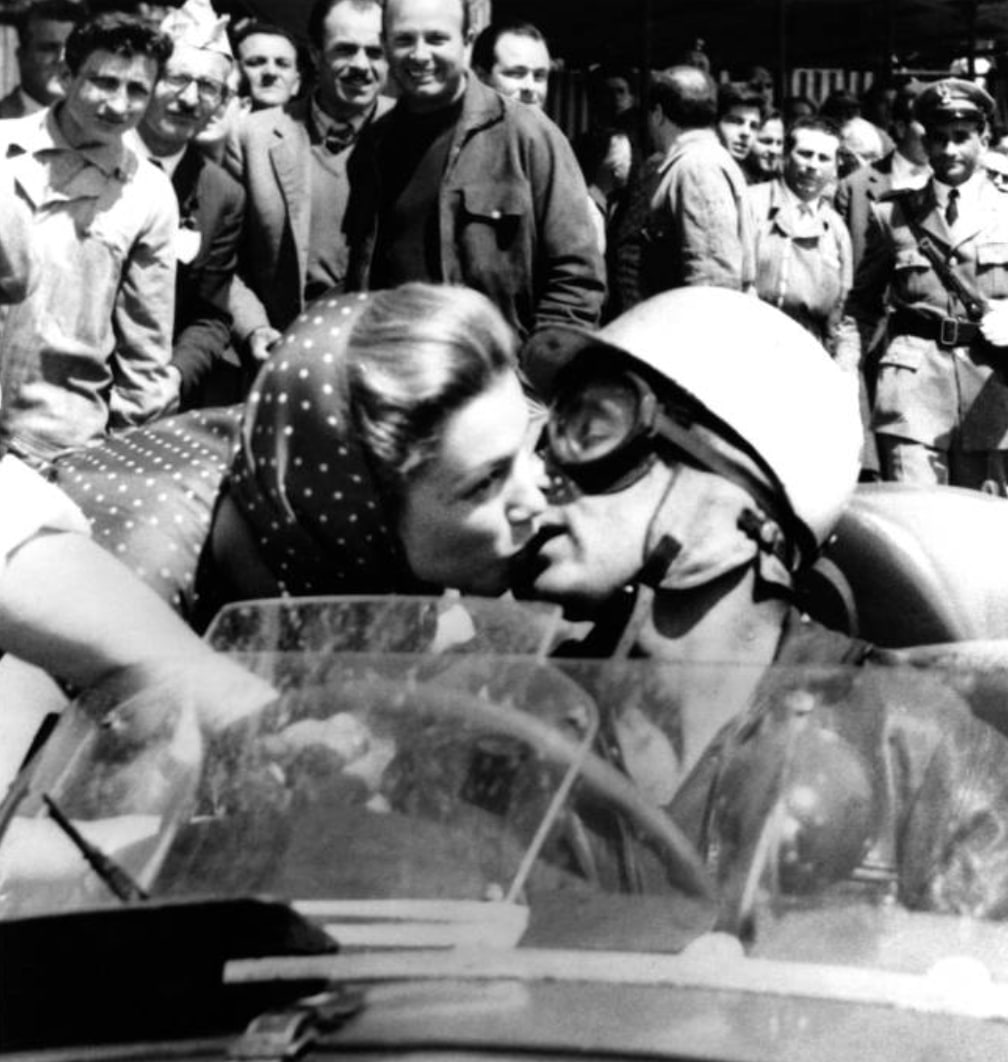
O Beijo da Morte, 1957